# Аладкин, Сергей Иванович
Аладкин Сергей Иванович (17 июля 1901, Машлыкино, Ростовская область — не ранее 1966) — советский историк. Кандидат исторических наук (1952), доцент. Директор Криворожского педагогического института (1939—1941).

## Биография
Родился 17 июля 1901 года в селе Машлыкино Деркуло-Обливской волости Донецкого округа Войска Донского (ныне на территории Миллеровского района Ростовской области Российской Федерации) в многодетной крестьянской семье.
В 1910 году с семьёй переехал в слободу Бараниковка (ныне село Беловодского района Луганской области), откуда в 1922 году был призван в армию. В 1922—1925 годах — политгруповод пограничной заставы в городе Очакове.
В 1926 году вступил в ВКП(б) и был избран председателем сельского совета в селе Поповка (ныне Первомайск) Беловодского района.
В июле—сентябре 1928 года учился на курсах пропагандистов при ЦК КП(б)У в Харькове. В 1928—1934 годах — инструктор, редактор газеты в Сватовском районе, в 1934—1939 годах — директор средней школы в городах Дергачи и Харькове, инструктор отдела образования Харьковского областного исполкома.
В 1930—1931 годах учился на заочном отделении Коммунистического университета имени Артёма в Харькове.
В 1934—1937 годах учился на вечернем отделении исторического факультета Харьковского университета, в 1939—1940 годах — в аспирантуре. В 1939 году — преподаватель истории СССР Харьковского педагогического института.
В ноябре 1939 — феврале 1941 года — директор Криворожского педагогического института.
В марте—июне 1941 года — заместитель начальника управления по делам искусств при СНК УССР.
Участник Великой Отечественной войны с 1941 года — политработник: старший политрук, комиссар батальона, агитатор политотдела Юго-Западного фронта, агитатор политуправления военного округа Прикарпатья.
В феврале 1946 года демобилизирован, направлен на работу во Львовскую областную партийную школу: до апреля 1948 года — директор. С 1948 года — старший преподаватель, преподаватель кафедры истории Украины, с февраля 1950 года — старший преподаватель, заведующий кафедрой истории СССР Львовского университета.
Летом 1953 года назначен заведующим кафедрой истории Тернопольской областной партийной школы.
С 1956 года работал в Алтайском сельскохозяйственном институте.

## Научная деятельность
Научные интересы: аграрная сфера западноукраинских земель в межвоенный период.
В 1941 году редактировал первый том издания «Научные записки Криворожского госинститута», во второй половине 1940-х годов участвовал в подготовке альбома «Львовщина к ХХХ годовщине Октября» (Львов, 1947).
В 1952 году защитил диссертацию «Аграрные отношения в Западной Украине (1919—1939)» на соискание учёной степени кандидата исторических наук.

### Публикации
- Владимир Мономах и борьба с половцами / Социалистическая Харьковщина. — 1938.

## Награды
- Орден Красной Звезды (23.05.1943).